# Orlec (Chorwacja)
Orlec – wieś w Chorwacji, w żupanii primorsko-gorskiej, w mieście Cres. W 2011 roku liczyła 92 mieszkańców.